# Національний парк Острів Ґоолд
18°10′01″ пд. ш. 146°10′16″ сх. д. / 18.16694444° пд. ш. 146.17111111° сх. д.
Острів Ґоолд — національний парк у штаті Квінсленд, Австралія, 1 250 км північний захід від Брисбена. Острів знаходиться недалеко від північного краю острова Хінчинбрук біля узбережжя від Кардвелла в затоці Рокінгем і є частиною Великого Бар'єрного рифу Всесвітньої спадщини.
Покриття 8,3 км² острів розташований у 17 км від берега. Він вкритий здебільшого відкритим евкаліптовим лісом, ярами з тропічним лісом і напівпостійними струмками.

## Історія
За багато тисячоліть до того, як некорінні народи прибули до регіону, острів Ґоолд, сусідні острови та навколишні моря були зайняті, використовувалися та насолоджувалися поколіннями предків народу Банджін, залишивши за собою безліч кам’яних риболовців і мушлярів. можна знайти на острові та навколо нього донині.
Банджини, які пережили часто жорстоку некорінну «окупацію» регіону, продовжують цінувати та розглядати острів Ґоолд як частину своєї морської країни, і в грудні 2005 року вони вперше включили острів Ґоолд до Австралії та Квінсленда.Тоді ж була акредитована «Угода про традиційне використання морських ресурсів».

## Кемпінг
Відвідувачі кемпінгу повинні мати власну воду та все туристичне спорядження. Кемпінг доступний лише за дозволом і обмежена кількість, тому найкраще бронювати заздалегідь. Доступ до островів здійснюється на поромі, приватному човні, чартері чи морському каяку. Морські жала присутні в теплі місяці.

## Сусідні острови
Найближчі острови Брук є меншими і складаються з островів Північний, Твін, Середній і Південний, перші три з яких складають Національний парк Островів Брук. Ці острови використовуються переважно гніздовими птахами. Важливо не турбувати птахів у період розмноження. Птахи, які тут зустрічаються, включають торрезійського імператорського голуба (за оцінками, понад 40 000), крячків вуздечкувих, крячків чорноголових, крячків рожевих і малих крячків. Острів Норт -Брук також є домом для пляжу.